# Kopspijkers
Kopspijkers was een Nederlands satirisch televisieprogramma dat van 1995 tot april 2005 door de VARA werd uitgezonden op de zaterdagavond op Nederland 3.
Het programma, voor het eerst uitgezonden op 20 mei 1995 onder de naam Spijkers, was het geesteskind van presentator Jack Spijkerman, die eerder het middelpunt was van het televisieprogramma Spijkertijd (1993-1995, in 1999 werd een seizoen van een nieuw programma met dezelfde titel uitgezonden). De titel van het programma veranderde van Spijkers in Kopspijkers in 1998 toen het naar primetime op zaterdagavond verhuisde. Daarna groeide het programma uit tot een van de meest succesvolle programma's op de Nederlandse televisie, met op de zaterdagavond meer dan 3,5 miljoen kijkers. In 2002 kreeg het programma de Gouden Televizier-Ring toegekend. In 2003 won het programma de Zilveren Nipkowschijf.
In 2004 werden ook in Duitsland en België versies van Kopspijkers gemaakt. Beide versies strandden echter al na een paar afleveringen.

## Opzet
In de loop der jaren is de opzet van het programma regelmatig veranderd. Satire en leedvermaak vormden al die tijd de pijlers van het succes.

### Leader
Kopspijkers begon steevast met de woorden: "Het is zaterdagavond. U kunt geen kant meer op. Zappen is zinloos. Dit is Kopspijkers. Hier is de enige echte Jack Spijkerman". In de loop der jaren werden ze uitgesproken door achtereenvolgens VARA-stem Ad le Comte, cabaretier Paul Groot en vanaf 2004 door Erik van Muiswinkel.

### 'Wat u en ons opviel in de media' en Kopspijkeren
In Kopspijkers werd veel plaats ingeruimd voor televisiefragmenten waarin grappige versprekingen of andere dommigheden te zien waren. Ook voorgekookte interviews met UFO-deskundigen, helderzienden en andere makkelijke mikpunten van spot behoorden lange tijd tot het standaardrepertoire, evenals vreemde bezuinigingen bij series (bijvoorbeeld een cake die opeens kleiner wordt bij het wisselen van camerahoek). Onder namen als Vergulde Nachtspiegel, Gouden Ezel, Gouden Zwatelaar, Gouden knuppel en Gouden Papegaai werd elk seizoen een prijs uitgereikt aan iemand die een of andere stommiteit had begaan.
De fragmenten met televisieblunders speelden ook een hoofdrol in het programma-onderdeel Kopspijkeren: een spel waarin bekende Nederlanders het beantwoorden van vragen over deze fragmenten moesten combineren met timmervaardigheid. Het spel werd een dermate populair onderdeel dat men in 1999 het spelprogramma 'Spijkertijd' hieruit ontwikkelde en andere programma's (Waaronder Herberg De Leeuw en Sesamstraat) hier een eigen, eenmalige variant op maakten.

### Satire
Kopspijkers dankte zijn succes voornamelijk aan de medewerking van een aantal cabaretiers die een satirische blik op actuele kwesties wierpen.
Het eerste cabaretteam van het programma (destijds nog Spijkers) bestond uit Erik van Muiswinkel, Diederik van Vleuten en Rob Kamphues, die in Deze week ("En deze week in deze week, de week die is geweest") een satirische kijk op de afgelopen week gaven.
Hierna namen Viggo Waas en Peter Heerschop van NUHR en Hans Sibbel het stokje over. Ook Paul Haenen was regelmatig te gast in zijn rol van dominee Gremdaat. Als afsluiting van het seizoen 2000/2001 werd het nummer One Day Fly opgenomen met onder andere Waas, Heerschop en Sibbel, een parodie op het succes van het televisieprogramma Starmaker, waarmee zij de eerste plaats van de Nederlandse Top 40 wisten te halen. In 2001 stopten Waas, Heerschop en Sibbel met het cabaret bij Kopspijkers.
In de zomer van 2001 werd besloten het cabaret de vorm van persiflage door typetjes te geven. Owen Schumacher, die al actief was in de redactie van het vorige cabaretteam en Paul Groot namen hierbij een prominente rol in, aangevuld door diverse andere cabaretiers, waaronder ook Van Muiswinkel, Waas en Heerschop, uit de vorige cabaretteams. Later zouden ook Thomas van Luyn en Mike Boddé belangrijke gezichten van dit team worden, terwijl Sander van Opzeeland achter de schermen een belangrijke rol op zich nam.
Vanaf 2004 nam satire binnen het programma een nog prominentere plaats in. Het nieuws werd nu besproken achter de bar, in plaats van op een formele manier aan een tafel. De gebruikelijke muzikale nummers werden, onder leiding van Boddé, vervangen door muzikale parodieën. In het voorjaar van 2004 werd het onderdeel de TV-hoek toegevoegd, waar Jack met een bekende Nederlander, meestal gespeeld door Erik van Muiswinkel, nieuwe televisieprogramma's behandelde. In het najaar van datzelfde jaar werd dit onderdeel vervangen door het "eigen hoekje" van de co-presentatoren, afwisselend Peter Heerschop en Bert Visscher, die een bepaald nieuwtje bespraken. Heerschop deed dit vaak met een typetje of filmpje, Visscher besprak alles alleen. In het voorjaar van 2005 werd dit weer vervangen door de TV-week, waarin een opvallend televisiefragment uit het nieuws werd besproken met een gast.

## Cabaretiers
Diverse acteurs en cabaretiers hebben korte of langere tijd aan Kopspijkers meegewerkt, zowel voor als achter de schermen. Zij schreven teksten, waren medepresentator of imiteerden bekende personen.
Cabaretiers die mee hebben gewerkt aan het programma zijn onder anderen: Najib Amhali, Mike Boddé, Joep van Deudekom, Genio de Groot, Paul Groot, Peter Heerschop, Onno Innemee, Rob Kamphues, Alex Klaasen, Thomas van Luyn, Jochem Myjer, Erik van Muiswinkel, Sander van Opzeeland, Ellen Pieters, Martine Sandifort, Owen Schumacher, Hans Sibbel, Patrick Stoof, Bert Visscher, Diederik van Vleuten, Viggo Waas, Sanne Wallis de Vries, Jack Wouterse en Ray van Zuylen.
Zie voor een lijst van geïmiteerde personen: lijst van imitaties in Kopspijkers.
Paul Groot, Owen Schumacher, Plien en Bianca, Sander van Opzeeland, Joep van Deudekom en Erik van Muiswinkel, stapten in 2004 over naar de AVRO en maakten daar tot 2016 het programma Koefnoen, dat vergelijkingen vertoonde met het satirische gedeelte van Kopspijkers en waarin imitaties uit Kopspijkers terugkeerden.